# De wereld rond in 6 stappen
De wereld rond in 6 stappen is een Nederlands televisieprogramma van Net5. De eerste aflevering werd uitgezonden op 1 mei 2016.

## Opzet
In het programma probeert een duo van Bekende Nederlanders via via in contact te komen met een wereldwijd bekende persoon. Dit aan de hand van de theorie van zes graden van verwijdering, die stelt dat alle mensen ter wereld via maximaal zes contacten met elkaar in verbinding staan.
De twee deelnemers worden naar een 'willekeurige' bestemming op aarde gevlogen, waar ze van de internationale bekendheid de opdracht krijgen naar hem of haar op zoek te gaan. Het tweetal probeert vervolgens op goed geluk iemand te vinden waarvan zij denken dat deze goede contacten heeft en hen dus dichter bij hun uiteindelijke doel kan brengen. Dit is hun beginpersoon via wie de stap naar het eerste contact wordt gemaakt, stap een. In maximaal zes stappen tussen mensen die elkaar persoonlijk kennen moeten de BN'ers bij de beroemdheid uitkomen.

## Afleveringen
| Afl. | Uitgezonden | Beginpunt               | Doel             | Deelnemers                            | Succes         |
| ---- | ----------- | ----------------------- | ---------------- | ------------------------------------- | -------------- |
| 1    | 1 mei 2016  | Doi Inthanon (Thailand) | Sharon Osbourne  | Ryanne van Dorst en Zarayda Groenhart | Ja             |
| 2    | 8 mei 2016  | Masai Mara (Kenia)      | Pamela Anderson  | Tygo Gernandt en Egbert-Jan Weeber    | Nee: 7 stappen |
| 3    | 15 mei 2016 | Namobuddha (Nepal)      | Boris Becker     | Monic Hendrickx en Susan Visser       | Ja             |
| 4    | 22 mei 2016 | Rooikop (Namibië)       | Verne Troyer     | Arjen Lubach en Tex de Wit            | Ja             |
| 5    | 29 mei 2016 | Jujuy (Argentinië)      | Kevin Richardson | Tatum Dagelet en Jennifer de Jong     | Nee: 7 stappen |
| 6    | 5 juni 2016 | Maezawa (Japan)         | Andrea Bocelli   | Patty Brard en Bridget Maasland       | Ja             |